# Richard FitzAlan (4e comte d'Arundel)
Pour les articles homonymes, voir Richard FitzAlan.
Richard FitzAlan (1346 – 21 septembre 1397), 4e comte d’Arundel et 9e comte de Surrey, est un noble et commandant militaire de l’Angleterre médiévale.

## Biographie

### Famille
Il est le fils de Richard FitzAlan, 3e comte d’Arundel et d’Éléonore de Lancastre, une fille de Henri de Lancastre, le 3e comte de Leicester et de Lancastre. Il succède à son père le 24 janvier 1376. Son frère, Thomas Arundel, évêque d'Ely de 1374 à 1388, devient archevêque d'York de 1388 à 1397, puis archevêque de Cantorbéry.

### Ascension
Lors du couronnement de Richard II d'Angleterre le 16 juillet 1377, Richard FitzAlan porte la couronne. Nommé amiral des côtes Ouest et Sud de l'Angleterre en 1377 par le roi, il attaque sans succès avec Jean de Gand, un des oncles du roi, les villes françaises de Harfleur et Saint-Malo à la Pentecôte 1378. En 1386, il est nommé amiral d'Angleterre et chevalier de l'ordre de la Jarretière. En mars 1387, avec l'aide de Thomas de Mowbray, comte de Nottingham, il défait une flotte franco-castillane à Margate.

### Conflits avec Richard II
En 1386, FitzAlan s'allie avec Thomas de Woodstock, duc de Gloucester, qui est opposé à la politique pacifiste du roi en France. Ils font tous deux pression sur le roi et obtiennent d'être admis au Conseil du Roi. En août 1387, le roi les y remplace cependant par ses favoris Michael de la Pole, Robert de Vere, Alexandre Neville, Robert Tresilian et Nicolas Brembre. En réaction, Gloucester et FitzAlan prennent les armes contre le roi avec Thomas de Beauchamp, comte de Warwick, Henry Bolingbroke et Thomas de Mowbray. Ils forment le cercle des Lords Appellant. Ils battent l'armée du roi à Radcot Bridge le 19 décembre 1387. Le roi est obligé de négocier et ses favoris sont jugés et exécutés par l'Impitoyable Parlement, qui est contrôlé par les Lords Appellant. FitzAlan va même jusqu'à ignorer les supplications de la reine Anne de Bohême pour épargner Simon de Burley. Le roi ne lui pardonnera jamais.
Après la fin du gouvernement des Lords Appellant à l'automne 1388, Richard II tente de régner en harmonie avec ses anciens adversaires. Ainsi, FitzAlan est nommé gouverneur de Brest. Il refuse cependant avec Gloucester d'accepter la trêve de Leulinghem que le roi signe avec Charles VI de France en 1389. Lors des funérailles de la reine Anne en 1394, FitzAlan se présente en retard à la cérémonie. Le roi en profite pour lui administrer publiquement une gifle puis feint une réconciliation afin de sauvegarder les apparences.
Opposé à la nouvelle paix franco-anglaise signée en 1396, FitzAlan est arrêté le 12 juillet 1397 aux côtés de Gloucester et Warwick pour complot contre le roi. Il est condamné à mort à Westminster, dépossédé de ses biens et exécuté le 21 septembre 1397. Ses derniers mots à son bourreau auraient été : « Ne me tourmente pas plus longtemps, décapite-moi d'un seul coup. » En octobre 1400, le bill d'attainder qui pesait sur la famille FitzAlan est levé par Henry Bolingbroke, devenu le roi Henri IV, et le fils de Richard, Thomas, retrouve ses biens.

## Mariages et descendance
Richard FitzAlan épouse Élisabeth (vers 1350 – 3 avril 1385), fille du comte Guillaume de Bohun, aux alentours du 28 septembre 1359. Ils ont sept enfants :
- Éléonore (vers 1365 – 1375), épouse Robert de Ufford ;
- Élisabeth (vers 1366 – 8 juillet 1425), épouse en premières noces William Montacute, puis en secondes noces le duc de Norfolk Thomas Mowbray, puis en troisièmes noces Robert Goushill de Hoveringham, puis en quatrièmes noces Gerard Afflete ;
- Jeanne (1375 – 14 novembre 1435), épouse le baron William Beauchamp ;
- Alice (1378 – avant octobre 1415), épouse le baron John Charleton ;
- Thomas (13 octobre 1381 – 13 octobre 1415) ;
- Marguerite (1382 – après 1423, épouse Rowland Lenthall ;
- un fils prénommé Guillaume ou Richard.

Veuf, Richard FitzAlan se remarie avec Philippa, fille du comte Edmond Mortimer. Ils n'ont pas d'enfants.